# Polypedilum feridae
Polypedilum feridae är en tvåvingeart som beskrevs av Bidawid 1996. Polypedilum feridae ingår i släktet Polypedilum och familjen fjädermyggor. Inga underarter finns listade i Catalogue of Life.